# ظبر (حجة)

تعديل مصدري - تعديل

ظبر هي إحدى قرى عزلة جبل عيان بمديرية حجة التابعة لمحافظة حجة، بلغ تعداد سكانها 73 نسمة حسب تعداد اليمن لعام 2004.